# Wout Droste
Wout Droste (Oldenzaal, 20 mei 1989) is een Nederlandse voetballer die bij voorkeur als centrale verdediger of rechtsback speelt.

## Carrière

### FC Twente
Droste doorliep, nadat hij gescout werd bij Quick '20, de jeugdopleiding van FC Twente, met als hoogtepunt het landskampioenschap bij de A-junioren in 2007. Hij was basisspeler van dat elftal en speelde dat jaar 25 van de 26 wedstrijden en scoorde daarin één doelpunt. In de winterstop in 2007 ging Droste met het eerste elftal op trainingskamp naar Spanje en op 24 februari 2007 zat hij bij de thuiswedstrijd tegen Willem II bij de selectie van het eerste. Hij wist toen echter niet de laatste achttien door te dringen.
In de zomer van 2007 maakte hij de overstap naar het beloftenelftal van FC Twente en wist ook daar een vaste plek te veroveren onder Cees Lok. Ook speelde hij nog enkele wedstrijden bij de A-junioren, waaronder de wedstrijd om de Super Cup, die met 6-0 gewonnen werd van De Graafschap A1. Op 24 januari 2008 zat hij bij de wedstrijdselectie van het eerste tijdens het competitieduel tegen Feyenoord. Door schorsingen van Edson Braafheid en Jeroen Heubach mocht hij die wedstrijd op de bank zitten. Tot een debuut is het tot op heden nog niet gekomen. Op 5 mei 2008 behaalde hij met het beloftenelftal van FC Twente de landstitel.

### Go Ahead Eagles
In het seizoen 2008/09 maakte Droste een groot deel van de voorbereiding mee met het eerste elftal van FC Twente. Op 1 augustus 2008 werd bekend dat hij dat seizoen op huurbasis voor de Go Ahead Eagles gaat uitkomen. Hij wordt daar herenigd met Halil Çolak, die door de Deventernaren ook gehuurd wordt van FC Twente. Hij maakte in de derde speelronde van de Eerste divisie zijn debuut voor de Eagles en speelde de gehele wedstrijd in het met 1-1 gelijkgespeelde duel tegen RKC. Sindsdien had hij een vaste basisplaats tot aan het bekerduel tegen HHC Hardenberg. In het na strafschoppen verloren duel mocht Saïd Bakkati, die de eerste twee speelrondes op Droste's plek speelde, op zijn positie starten. Droste bleek last te hebben van een spieraanhechting in de buik- en liesstreek, hetgeen hem weken langs de kant hield. Uiteindelijk speelde Droste dat seizoen vijftien wedstrijden voor de Eagles, waarna de club hem voor nog een jaar huurt van FC Twente.
Op 1 april 2010 werd bekend dat Droste een eenjarig contract bij Go Ahead Eagles tekent. Droste's contract liep af bij FC Twente, zodoende kon hij transfervrij de overstap maken. In seizoen 2010/11 speelde hij 37 officiële duels voor de club en scoorde eenmaal. Daarna vertrok hij naar SC Cambuur.

### Cambuur
Hij speelde meer dan 100 wedstrijden voor Cambuur.

### Heracles Almelo
Op 3 juni 2015 werd bekend dat Droste een tweejarig contract bij Heracles Almelo had getekend. Hij speelde 72 wedstrijden voor Heracles en vertrok in 2019 weer naar Deventer.

### Go Ahead Eagles
In 2019 kwam hij terug, maar toen scheurde de voorste kruisband van zijn rechterknie begin van het seizoen.

## Carrièrestatistieken
| Seizoen                       | Club              | Competitie      | Competitie | Competitie | Beker | Beker | Internationaal | Internationaal | Overig | Overig | Totaal | Totaal |
| Seizoen                       | Club              | Competitie      | Wed.       | Dlp.       | Wed.  | Dlp.  | Wed.           | Dlp.           | Wed.   | Dlp.   | Wed.   | Dlp.   |
| ----------------------------- | ----------------- | --------------- | ---------- | ---------- | ----- | ----- | -------------- | -------------- | ------ | ------ | ------ | ------ |
| 2008/09                       | FC Twente         | Eredivisie      | 0          | 0          | 0     | 0     | 0              | 0              | 0      | 0      | 0      | 0      |
| 2008/09                       | → Go Ahead Eagles | Eerste divisie  | 15         | 0          | 0     | 0     | 0              | 0              | 0      | 0      | 15     | 0      |
| 2009/10                       | FC Twente         | Eredivisie      | 0          | 0          | 0     | 0     | 0              | 0              | 0      | 0      | 0      | 0      |
| 2009/10                       | → Go Ahead Eagles | Eerste divisie  | 27         | 0          | 4     | 0     | 0              | 0              | 4      | 0      | 31     | 0      |
| 2010/11                       | Go Ahead Eagles   | Eerste divisie  | 33         | 1          | 2     | 0     | 0              | 0              | 2      | 0      | 37     | 1      |
| 2011/12                       | SC Cambuur        | Eerste divisie  | 33         | 1          | 1     | 0     | 0              | 0              | 4      | 0      | 38     | 1      |
| 2012/13                       | SC Cambuur        | Eerste divisie  | 32         | 0          | 2     | 0     | 0              | 0              | 0      | 0      | 34     | 0      |
| 2013/14                       | SC Cambuur        | Eredivisie      | 33         | 1          | 3     | 0     | 0              | 0              | 0      | 0      | 36     | 1      |
| 2014/15                       | SC Cambuur        | Eredivisie      | 16         | 0          | 2     | 0     | 0              | 0              | 0      | 0      | 18     | 0      |
| 2015/16                       | Heracles Almelo   | Eredivisie      | 29         | 0          | 2     | 0     | 0              | 0              | 4      | 0      | 35     | 0      |
| 2016/17                       | Heracles Almelo   | Eredivisie      | 13         | 0          | 3     | 0     | 0              | 0              | 0      | 0      | 16     | 0      |
| 2017/18                       | Heracles Almelo   | Eredivisie      | 19         | 0          | 2     | 0     | 0              | 0              | 0      | 0      | 21     | 0      |
| 2018/19                       | Heracles Almelo   | Eredivisie      | 11         | 0          | 2     | 0     | 0              | 0              | 0      | 0      | 13     | 0      |
| 2019/20                       | Go Ahead Eagles   | Eerste divisie  | 2          | 0          | 0     | 0     | 0              | 0              | 0      | 0      | 2      | 0      |
| 2020/21                       | Go Ahead Eagles   | Eerste divisie  | 25         | 1          | 2     | 0     | 0              | 0              | 0      | 0      | 27     | 1      |
| 2020/21                       | ÍA Akranes        | Úrvalsdeild     | 9          | 0          | 2     | 0     | 0              | 0              | 0      | 0      | 11     | 0      |
| 2021/22                       | ÍA Akranes        | Úrvalsdeild     | 7          | 0          | 1     | 0     | 0              | 0              | 0      | 0      | 8      | 0      |
| Carrière totaal               | Carrière totaal   | Carrière totaal | 304        | 4          | 28    | 0     | 0              | 0              | 14     | 0      | 346    | 4      |
| Bijgewerkt op 4 november 2022 |                   |                 |            |            |       |       |                |                |        |        |        |        |

## Interlandcarrière
Nederland onder 19
Op 7 september 2007 debuteerde Droste voor Nederland –19 in een vriendschappelijke wedstrijd tegen Duitsland –19 (1 – 3).
| Interlands van Wout Droste | Interlands van Wout Droste | Interlands van Wout Droste | Interlands van Wout Droste | Interlands van Wout Droste | Interlands van Wout Droste |
| №                          | Datum                      | Wedstrijd                  | Uitslag                    | Soort Wedstrijd            | Doelpunten                 |
| Als speler bij FC Twente   | Als speler bij FC Twente   | Als speler bij FC Twente   | Als speler bij FC Twente   | Als speler bij FC Twente   | Als speler bij FC Twente   |
| -------------------------- | -------------------------- | -------------------------- | -------------------------- | -------------------------- | -------------------------- |
| 1.                         | 7 september 2007           | Duitsland – Nederland      | 3 – 1                      | Vriendschappelijk          | 0                          |
| 2.                         | 23 oktober 2007            | Noorwegen – Nederland      | 3 – 1                      | Kwalificatie EK –19        | 0                          |
| 3.                         | 6 februari 2008            | Schotland – Nederland      | 1 – 2                      | Vriendschappelijk          | 0                          |
| 4.                         | 26 maart 2008              | Nederland – Tsjechië       | 1 – 1                      | Vriendschappelijk          | 0                          |
| 5.                         | 24 mei 2008                | Rusland – Nederland        | 2 – 2                      | Kwalificatie EK –19        | 0                          |
| 6.                         | 26 mei 2008                | Nederland – Griekenland    | 1 – 2                      | Kwalificatie EK –19        | 0                          |
| 7.                         | 29 mei 2008                | Moldavië – Nederland       | 0 – 0                      | Kwalificatie EK –19        | 0                          |

## Erelijst
Met  SC Cambuur
| Nationaal               |    |         |
| Kampioen Eerste divisie | 1x | 2012/13 |